# Independiente Santa Fe
Der Club Independiente Santa Fe, auch einfach Santa Fe genannt, ist ein Fußballverein aus der kolumbianischen Hauptstadt Bogotá. Die Vereinsfarben sind Rot und Weiß.

## Geschichte
Der Verein wurde am 28. Februar 1941 gegründet. 1948 gewann Independiente Santa Fe den ersten Meistertitel des professionellen Fußballs von Kolumbien. Weitere Titel folgten 1958, 1960, 1966, 1971, 1975 und zuletzt die Halbserienmeisterschaften von 2012, 2014 und 2025.
Santa Fe nahm mehrmals an internationalen Wettbewerben wie z. B. Copa Libertadores, Copa Merconorte und Copa Conmebol teil. Santa Fe drang sowohl im Merconorte als auch im Conmebol ins Finale vor, konnte aber bislang keinen internationalen Titel gewinnen.
Im Dezember 2015 gewann Santa Fe als erste kolumbianische Mannschaft die Copa Sudamericana. Im Finale konnte sich der Verein im Elfmeterschießen gegen den argentinischen Vertreter Club Atlético Huracán durchsetzen.
Ende 2016 konnte sich Santa Fe seine neunte Meisterschaft sichern. Im Finale konnte sich der Verein gegen Deportes Tolima durchsetzen.
Die Spiele gegen Millonarios FC gelten als Clásico bogotano und sind ein Höhepunkt im kolumbianischen Fußballkalender.

## Stadion
Das Heimstadion des Klubs ist das Estadio Nemesio Camacho („El Campín“) in Bogotá mit einer Kapazität von 46.018 Plätzen, das sich Santa Fe mit Millonarios teilt.

## Sportlicher Verlauf

### Erfolge
Fußball (Männer)
- Copa Sudamericana: 2015
- Meister von Kolumbien: 1948, 1958, 1960, 1966, 1971, 1975, 2012-I, 2014-II, 2016-II, 2025-I
- Copa Colombia: 1989, 2009
- Superliga de Colombia: 2013, 2015, 2017
- Copa Suruga Bank: 2016
- Copa Conmebol: Finalist 1996
- Copa Merconorte: Finalist 1999

Fußball (Frauen)
- Meister von Kolumbien: 2017, 2020, 2023

### Saisondaten seit 2010
| Spielzeit | Liga                 | Ligaebene | Platz | Finalrunde              |
| --------- | -------------------- | --------- | ----- | ----------------------- |
| 2010-I    | Liga Postobón        | I         | 6.    | -                       |
| 2010-II   | Liga Postobón        | I         | 3.    | 2. Gruppe A             |
| 2011-I    | Liga Postobón        | I         | 14.   | -                       |
| 2011-II   | Liga Postobón        | I         | 5.    | Halbfinale              |
| 2012-I    | Liga Postobón        | I         | 2.    | 1. Gruppe B Meister     |
| 2012-II   | Liga Postobón        | I         | 10.   | -                       |
| 2013-I    | Liga Postobón        | I         | 1.    | 1. Gruppe A Vizemeister |
| 2013-II   | Liga Postobón        | I         | 5.    | 3. Gruppe A             |
| 2014-I    | Liga Postobón        | I         | 4.    | Halbfinale              |
| 2014-II   | Liga Postobón        | I         | 1.    | 1. Gruppe A Meister     |
| 2015-I    | Liga Águila          | I         | 9.    | -                       |
| 2015-II   | Liga Águila          | I         | 8.    | Viertelfinale           |
| 2016-I    | Liga Águila          | I         | 4.    | Viertelfinale           |
| 2016-II   | Liga Águila          | I         | 4.    | Meister                 |
| 2017-I    | Liga Águila          | I         | 9.    | -                       |
| 2017-II   | Liga Águila          | I         | 2.    | Finale Vizemeister      |
| 2018-I    | Liga Águila          | I         | 12.   | -                       |
| 2018-II   | Liga Águila          | I         | 8.    | Viertelfinale           |
| 2019-I    | Liga Águila          | I         | 20.   | -                       |
| 2019-II   | Liga Águila          | I         | 5.    | 3. Gruppe B             |
| 2020      | Liga BetPlay Dimayor | I         | 1.    | Finale Vizemeister      |
| 2021-I    | Liga BetPlay Dimayor | I         | 2.    | Viertelfinale           |
| 2021-II   | Liga BetPlay Dimayor | I         | 14.   | -                       |
| 2022-I    | Liga BetPlay Dimayor | I         | 10.   | -                       |
| 2022-II   | Liga BetPlay Dimayor | I         | 1.    | 3. Gruppe A             |
| 2023-I    | Liga BetPlay Dimayor | I         | 10.   | -                       |
| 2023-II   | Liga BetPlay Dimayor | I         | 13.   | -                       |
| 2024-I    | Liga BetPlay Dimayor | I         | 4.    | Finale Vizemeister      |
| 2024-II   | Liga BetPlay Dimayor | I         | 1.    | 4. Gruppe A             |
| 2025-I    | Liga BetPlay Dimayor | I         | 6.    | Meister                 |

## Trainerhistorie
- Jack Greenwell (1942)
- René Pontoni (1951)
- Gabriel Ochoa Uribe (1965–1967, 1968)
- Todor Veselinović (1969–1971)
- Vladica Popović (1971–1972)
- Juan Carlos Sarnari (1981)
- Juan Carlos Lorenzo (1984)
- Jorge Luis Pinto (1986–1987, 1991–1993)
- Roberto Perfumo (1993)
- Ricardo Gareca (2006)
- Hernán Darío Gómez (2008–2009)
- Gustavo Costas (2014–2015, 2016–2017)[1]
- Gerardo Pelusso (2015–2016)[2]
- Alexis García (2016)[3]
- Gustavo Costas (2016–2017)
- Gregorio Pérez (2017–2018)[4]
- Agustín Julio (2018)
- Guillermo Sanguinetti (2018–2019)[5]
- Gerardo Bedoya (2019)
- Patricio Camps (2019)
- Harold Rivera (2019–2021)
- Grigori Méndez (2019–)

## Spieler
- Adolfo Valencia (1988–1993, 1995–1996, 2002)
- Juan Manuel Peña (1993–1995)
- Luis Manuel Seijas (2008–2011, 2014–2016)